# Sale Destin

Sale Destin est un film français réalisé par Sylvain Madigan et sorti en 1987.

## Synopsis
François, boucher marié et père de famille, est amoureux de Rachel, une jeune prostituée : Denis, le souteneur, organise un chantage que François est décidé à faire échouer.

## Fiche technique
- Titre : Sale Destin
- Réalisation : Sylvain Madigan
- Scénario et dialogues : Sylvain Madigan, avec la collaboration de Jean-Paul Lilienfeld
- Photographie : Patrick Blossier
- Musique : Pascal Arroyo
- Son : Jack Jullian et Gérard Lecas
- Montage : Dominique Martin
- Décors : Robert Nardone
- Directeur de production : Frank Le Wita
- Producteurs: Jean-Marie DUPREZ et Jean-François LEPETIT
- Sociétés de production : Les Films A2 - Flach Films - Selena Audiovisuel - Solus Productions
- Pays de production :  France
- Tournage : du 26 mai au 25 juillet 1986
- Genre : policier
- Durée : 90 minutes
- Date de sortie : 
  - France : 14 janvier 1987

## Distribution
- Victor Lanoux : François
- Pauline Lafont : Rachel
- Jacques Penot : Alexandre
- Marie Laforêt : Marthe
- Martin Lamotte : Denis
- Michel Aumont : l'inspecteur
- Claude Chabrol : le commissaire
- Jean-François Stévenin
- Aurelle Doazan
- Charlotte de Turckheim
- Jean-Paul Lilienfeld
- Patrick Braoudé
- Cédric Dumond : l'éphèbe